# Joop Tromp
Joop Tromp (Zaandam, 5 juni 1945) is een Nederlands drummer. Zijn bijnaam luidt "Joop de Metronoom".
Zijn naam dook op in de band Names and Faces uit de Zaanstreek. Het is dan oktober 1966. De band mocht eind jaren zestig twee singles opnemen. De eerste kreeg de titel You’re an old leaf. De tweede The killer uit 1969 werd geproduceerd door Boudewijn de Groot. Names and Faces was gedurende korte tijd namelijk de begeleidingsband van De Groot. Hij werd vlak daarna een van de oprichters van de Dizzy Man's Band. Na het uiteenvallen van deze band in de jaren tachtig speelde Tromp nog bij Spryng (de begeleidingsband van Maribelle), Big Deal en The Blue Devils. 
Hij ontving ooit eens de titel "Beste rockdrummer van Nederland" uit de Slagwerkkrant. In die categorie waren er ook Sieb Warner (The Motions), Ton Dijkman (band van Marco Borsato), Cesar Zuiderwijk (Golden Earring), Hans Eijkenaar (Candy Dulfer, Kayak), Ruben van Roon (Focus) en Martijn Bosman (Venice) te beurt viel. 
Hij was erbij toen de Dizzy Man's Band regelmatig reünieconcerten gaf en stond in die hoedanigheid ook in het voorprogramma van Uriah Heep in 2008.